# 雅各臣科研藥業
雅各臣科研製藥有限公司（英語：Jacobson Pharma Corporation Limited，港交所：2633），為雅各臣科研製藥集團的控股公司:168:24，簡稱雅各臣科研製藥，是一家香港的上市公司，業務涵蓋藥品及保健品的研發、生產、代理及銷售。此集團的歷史源自一家荷蘭藥品貿易公司的香港分公司，可追溯至1950或60年代，至1996年雅各臣藥業（香港）有限公司註冊成立；一說為香港商人劉學宏（又名：劉榮雄）在該年收購了此公司；一說為1998年劉學宏及岑廣業收購了此公司，兩人分別擔任主席及董事總經理，後來該集團亦視1998年為創立年份。經歷重組後，雅各臣科研製藥有限公司於2016年註冊成立並於香港交易所主板上市，雅各臣藥業為其全資附屬公司，岑廣業成為主要股東及主席。此集團是香港非專利藥物的主要供應商之一，亦以收購何濟公（中國內地以外商標）、李眾勝堂保濟丸等多家老字號中成藥、藥油品牌著稱，後將品牌產品業務注入子公司健倍苗苗（港交所：2161），2021年分拆上市。

## 背景
雅各臣科研製藥集團（簡稱：雅各臣科研製藥）前身的歷史可追溯至1950年代（或為「雅各臣洋行」）或1960年代（或為「雅各臣（香港）有限公司」），有指是一家以藥品貿易起家的荷蘭公司，在香港成立的同名分公司。1996年10月雅各臣藥業（香港）有限公司（簡稱：雅各臣藥業）註冊成立:20。據1990年代末一些傳媒報導，近1996年，上市公司東茗國際（現：綠心集團，港交所：0094）原主席、從事電子工業的香港商人劉學宏（又名：劉榮雄）失去了公司控制權，他決定轉投藥品行業，經半年籌備後（約為1996年後期）斥資收購了雅各臣在香港的藥品業務。除了雅各臣，劉學宏亦收購了利奧化學製藥有限公司。另一種說法出於多年後雅各臣科研製藥申請上市的文件，此說法視集團由劉榮雄（劉學宏）及從事醫藥行業多年的岑廣業創立於1998年，文件指出劉、岑及一家獨立第三方公司Great Era在該年收購了雅各臣藥業的全部股份，其中劉佔60%，其餘兩方各佔20%，而岑亦開始擔任該公司的董事總經理，至2000年劉收購了Great Era的股份，持股達80%:97。1998-1999年間有劉學宏自任行政總裁及主席及持有75%股份的記載，1999年初亦有岑廣業任董事總經理的記載。
雅各臣藥業在1996年即與昆明製藥股份有限公司（昆藥）達成研發中藥的合作協議，亦有指是合資開設雅各臣在昆明的分公司，並持有昆藥的股份。1998年該公司為響應「中藥港」構思，資助香港城市大學生物化學系設立「雅各臣草藥研究室」，亦曾資助中國藥科大學設立草藥相關的實驗室。1999年曾打算上市。
在1990-2000年代此企業通常以「雅各臣藥業」之名出現於傳媒視野中。2000年亦曾有報導提及「雅各臣（藥業）控股」，主席亦為劉學宏。2009年香港藥廠歐化藥業發生涉及多人死亡的歐化藥業藥物受污染事件，傳媒始注意到雅各臣藥業在數年內收購了歐化藥業在內的多間本地藥廠，當時香港25間註冊GMP藥廠中，有5間已屬雅各臣藥業旗下，除了歐化還包括正美藥品、新科製藥、偉民製藥及雅柏藥業，而身為雅各臣藥業董事的劉榮雄（劉學宏）或岑廣業均是該些藥廠的董事；當時傳媒進行統計，有4間旗下GMP藥廠在半年內曾投得醫院管理局（簡稱醫管局）的藥物採購標書，佔40種藥物的其中13種，以非專利藥物為主，合共佔總中標金額約20%，僅次於大昌华嘉及裕利醫藥。其中雅柏藥業是2005年從德國藥商默克集團手上購入。
除了收購藥廠，此集團亦積極收購老字號中成藥、藥油、保健品品牌，或取得獨家分銷權，上市之前的主要品牌包括：2003年收購的飛鷹活絡油、2010年收購的李眾勝堂（主要生產該廠品牌的保濟丸）、2014年收購的唐太宗活絡油:7、2006年首度獲得德國藥廠Merz旗下秀碧除疤膏的獨家分銷權:107-108。上市之初被認為擁有的品牌聞名，但集團自身的「市場認知度」較低。
據雅各臣科研製藥的上市文件披露，在上市前的重組過程中，他們於2016年2月在開曼群島註冊雅各臣科研製藥有限公司，作為集團的控股公司，其前身即雅各臣藥業控股有限公司，雅各臣藥業（香港）有限公司則成為其全資附屬公司:15,20,102,168。上市時岑廣業是主要股東，兼任行政總裁及主席，劉榮雄（劉學宏）家族亦是另一主要股東。:10,97
據上市文件披露，該時期非專利藥物業務佔集團整體收益的88.5％，其中對醫管局的藥物供應佔近30％，被視為單一最大客戶，中成藥業務則佔餘下的11.5%；自2012年起，此集團為醫管局提供的非專利藥物佔局方總採購量的70%以上，在香港整個非專利藥物市場的佔有率亦保持30%以上。當時在香港共有8間廠房，均獲得PIC/S認證，另有一間廠房在中國內地。

## 上市及其後歷史

### 2016-2019年
雅各臣科研製藥有限公司在2016年9月21日，於香港交易所主板上市，集資淨額約6億港元。
上市後不久（2016年12月）即進行了集團最為注目的收購，以5.6億港元收購香港「何濟公」品牌（擁有中國內地以外商標），其後在2017年收購香港靈芝藥廠（主要產品為「十靈丹」、「十靈油」、「傷風克」）。2018-2019年間獲得麥迪森醫藥旗下亞妥明眼藥水的香港、澳門、新加坡獨家分銷權:107，並進一步擴展至廣東省。2019年末宣佈旗下子公司與建豐胃仙-U有限公司成立合資公司，分銷旗下腸胃藥胃仙U、呼佳噴霧劑等產品。
其他主要收購包括：上市後不足一個月（2016年10月），以1億港元從福高國際製藥有限公司收購Cawah Holdings Limited及其附屬的美達藥廠，該公司的業務是生產及銷售非專利藥物；2017年以5600萬港元收購康寧行有限公司的70%股權，該公司的業務是中藥、醫藥產品的零售與批發。2019年斥資約1.33億港元全面控制Orizen Capital，該公司的主要業務是濃縮中藥顆粒產品:108。

### 2020年代
2019冠狀病毒病疫情期間，曾成為BNT疫苗的香港、澳門地區分銷商。臺灣衛生福利部的疫苗採購爭議中，亦出現曾向雅各臣洽購的消息。
2021年，子公司健倍苗苗分拆上市。（見相關章節）

## 分拆健倍苗苗
健倍苗苗（保健）有限公司（英語：JBM (Healthcare) Limited，港交所：2161），簡稱健倍苗苗，是雅各臣科研藥業的子公司，於2020年1月註冊成立，作為「品牌醫療保健業務」的控股公司:107，後被安排分拆上市，2021年2月5日開始在香港交易所主板掛牌，集資淨額僅約1000萬港元。

## 外部連結
- 雅各臣科研製藥集團官方網站 （页面存档备份，存于）
- 雅各臣藥業（香港）有限公司官方網站 （页面存档备份，存于）